# Martinsdale
Martinsdale – jednostka osadnicza w Stanach Zjednoczonych, w stanie Montana, w hrabstwie Meagher.